# Aston Martin Valiant
Aston Martin Valiant är en sportbil som den brittiska biltillverkaren Aston Martin presenterade i juni 2024.
Aston Martin Valiant är en utveckling av 2023 års jubileumsmodell Valour. Bilen har vidareutvecklats av Aston Martins Q-avdelning tillsammans med dubble F1-världsmästaren och Aston Martin-föraren Fernando Alonso.

## Motor
| Modell  | Motor               | Cylindervolym | Effekt           | Vridmoment       | Bränslesystem              |
| ------- | ------------------- | ------------- | ---------------- | ---------------- | -------------------------- |
| Valiant | 12-cyl V-motor DOHC | 5204 cm³      | 745 hk vid v/min | 753 Nm vid v/min | Direktinsprutning, biturbo |